# Mohamed Benkreira
Mohamed Benkreira (* 1955 in Brest, Frankreich; † 10. April 2023) war ein algerischer Handballtrainer, der auch die kanadische Staatsbürgerschaft besaß.

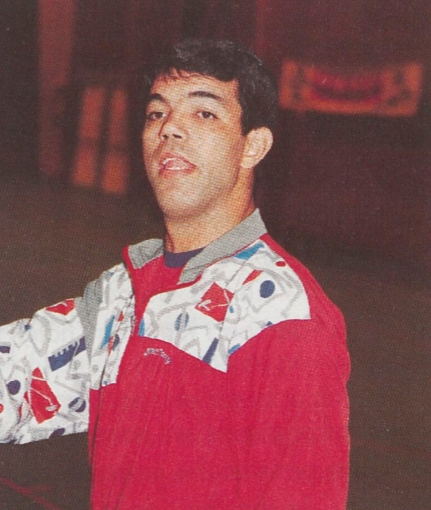
Mohamed Benkreira als Trainer von Villeneuve d’Ascq im Jahr 1995

Benkreira trainierte Nadit Alger von 1987 bis 1989, Villeneuve d’Ascq in Lille von 1995 bis 1996, Al-Sadd SC von 1996 bis 1998 und Celtique de Montreál von 2013 bis 2023. Zudem war er Trainer der Junioren-Handballnationalmannschaften von Algerien und Katar sowie Nationaltrainer Katars und Kanadas. Mit Kanada nahm er an der Weltmeisterschaft 2005 teil, bei der man den 23. Platz belegte.
Außerdem war Benkreira als Dozent für die Internationale Handballföderation (IHF) tätig und arbeitete für die Université du Québec in Montreal.